# Euspondylus rahmi
Euspondylus rahmi là một loài thằn lằn trong họ Gymnophthalmidae. Loài này được De Grijs mô tả khoa học đầu tiên năm 1936.